# Цицербита
Цицербита (лат. Cicerbita; название рода Осот (Sonchus) у Марцелла Эмпирика) — род травянистых растений семейства Астровые (Asteraceae), распространенный преимущественно в горных районах умеренно теплой зоны Евразии.

## Ботаническое описание
Многолетние травянистые растения, часто с короткими или длинными ползучими корневищами. Стебли большей частью одиночные, прямостоячие, облиственные, голые или в верхней части железисто опушённые. Листья очередные, лировидно перисторассечённые или цельные.
Корзинки гомогамные, (5)10—20(30)-цветковые, собраны в кистевидно-метельчатое или щитковидно-метельчатое общее соцветие; цветки обоеполые, язычковые. Обёртка от узкоцилиндрической до широкоцилиндрической или колокольчатой, 2—3-рядная, листочки внутреннего ряда намного длиннее наружных. Цветоложе голое, плоское. Венчик голубой или лиловый, крайне редко белый. Пыльники тычинок при основании стреловидные, придатки связников закруглённо-треугольные. Семянки от оливковых и светло-коричневых до почти черных, цилиндрические или эллиптические, слабо или сильно сплюснутые; хохолок белый, однорядный из длинных зазубренных волосков или двойной с дополнительным наружным рядом из коротких щетинок.

## Виды
Род включает 41 вид:
- Cicerbita acuminata Grossh.
- Cicerbita adenophora (Boiss. & Kotschy) Beauverd
- Cicerbita alii Roohi Bano & Qaiser
- Cicerbita alpina Wallr. typus — Цицербита альпийская
- Cicerbita auriculiformis (C.Shih) N.Kilian
- Cicerbita azurea (Ledeb.) Beauverd — Цицербита лазоревая
- Cicerbita benthamii (C.B.Clarke) Roohi Bano & Qaiser
- Cicerbita boissieri (Rouy) C.Jeffrey
- Cicerbita bourgaei (Boiss.) Beauverd — Цицербита Буржо
- Cicerbita brassicifolia Beauverd
- Cicerbita chiangdaoensis H.Koyama
- Cicerbita crambifolia (Bunge) Beauverd
- Cicerbita crassicaulis (Trautv.) Beauverd
- Cicerbita deltoidea (M.Bieb.) Beauverd — Цицербита дельтовидная
- Cicerbita ×favratii Wilczek
- Cicerbita garrettii (Kerr) H.Koyama
- Cicerbita kossinskyi Krasch.
- Cicerbita kovalevskiana Kirp. — Цицербита Ковалевской
- Cicerbita ladyginii (Tzvelev) N.Kilian
- Cicerbita macrophylla (Willd.) Wallr. — Цицербита крупнолистная
- Cicerbita madatapensis Gagnidze
- Cicerbita mulgedioides Beauverd
- Cicerbita neglecta (Tzvelev) N.Kilian
- Cicerbita nepalensis Kitam.
- Cicerbita nuristanica Kitam.
- Cicerbita olgae Leskov
- Cicerbita pancicii Beauverd
- Cicerbita persica Beauverd
- Cicerbita plumieri (L.) Kirschl.
- Cicerbita prenanthoides (M.Bieb.) Beauverd — Цицербита пренантоидная
- Cicerbita putii (Kerr) H.Koyama
- Cicerbita racemosa (Willd.) Beauverd — Цицербита кистевидная
- Cicerbita roborowskii (Maxim.) Beauverd
- Cicerbita scoparia (Rech.f. & Köie) Kitam.
- Cicerbita sonchifolia (Vis. & Pancic) Beauverd
- Cicerbita songarica (Regel) Krasch.
- Cicerbita thianschanica Beauverd — Цицербита тяньшанская
- Cicerbita uralensis Beauverd — Цицербита уральская
- Cicerbita variabilis (Bornm.) Bornm.
- Cicerbita zeravschanica Popov — Цицербита зеравшанская
- Cicerbita zhenduoi (S.W.Liu & T.N.Ho) N.Kilian